# ティニー＝ノワイエル
ティニー＝ノワイエル （Tigny-Noyelle）は、フランス、オー＝ド＝フランス地域圏パ＝ド＝カレー県のコミューン。

## 地理
ティニー＝ノワイエルのまちは、オティ川に沿った谷間に面しており、聖ヴァレリー教会を中心としてティニーとノワイエルの2つの集落より成り立っている。

## 歴史
- 1311年 - ティニー (Tigni) （マントネー領地地図）
- 1650年 - ティニー (Tingny) （ジャンソン製地図）

- 1112年 - ニゲリス (Nigellis) またはニゲラ (Nigella)
- 1237年 - ノエラ (Noella) またはノワイエル (Noyelle)

ナンポンの騎士フルクとボーランの騎士エンゲランはそれぞれティニーに水車を持っていた。フルクは1142年にサン＝ジョス＝オ＝ボワ（現サン＝ジョス＝シュール＝メール）の修道士たちに自分の水車を与えた。エンゲランの息子はそれを見習い、やはり1158年に修道士たちに水車を与えた。
ポンテュー伯爵、ナンポンとコリーヌの騎士、エンゲラン・ドゥ・リアンヌ、ゴーティエ・ドゥ・ワーバン、並びにジルベール・ドゥ・オーランは13世紀にサン＝ジョス＝オ＝ボワもしくはドーマルタンの修道院がティニーに所有していた領地を拡張した。彼らが所有していたオーランの湿地帯はノワイエルからティニーの水車に向かう道沿いに続いていた。
1205年3月、ポンテュー伯爵がドーマルタン修道院へティニーの水車の年間使用料を支払いに来た折に、次のような取り決めが行われた。
- ワーバン、ヴェルトン、ティニー、サン＝ヴァースト並びにサン＝カンタン＝アン＝マルカンテールの住民は全員ティニーの水車で製粉を行う事が義務付けられ、違反の場合は罰金が科される。
- 製粉料は伯爵と修道院の間で等分に配当され、修道士が水車小屋番を選出する。
- 伯爵がティニーに居留するための建設に関わる費用はコミューン持ち、ただし伯爵、または修道院長の滞在中の費用はそれぞれ本人持ちとなる。
- マントネーから海岸沿いにかけて、またティニーからサン＝ジョス＝シュール＝メールにかけて修道士たちの許可なく水車を建設することを禁じる。

ポンテュー伯爵夫人とその娘マリー、騎士ユーグ・ドゥ・フォンテーヌ、ユーグ・ボテリス、ゴーティエ・ドゥ・アランクール、ドゥルー・ドゥ・ポンシュならびにシモン・ドゥ・ドンクール、そしてヴァロワールとアミアンの修道院長がこれらの取り決めに同席した。
ティニーの水車はナンポン、コリーヌ、ボーランの領主に年貢を納め、また川をせき止める代金としてフランス王に年間200匹のウナギを納めていた。
1252年には修道会は375ジュルナル（1ジュルナル＝0.2243ヘクタール）の耕作地を、90ジュルナルの森ならびに10ジュルナルの牧草地を所有していた。
ドーマルタンの修道士が1人ティニーに居住し、まちの神父として活動していた。修道会の年代記によると、1682年に赴任したミヨン・ダンドゥルー神父の前任者は、小教区の信者達からの迫害から逃れるため、しばらくの間教会の塔に隠れて生活しなければならなかったという。
1758年に任命されたメグレ神父は、荒廃して雨漏りもひどい教会にたどり着いた。住民は身廊の修理要請を受けていたにも拘らずまちがそれを拒否したため、アミアンの司教からの厳命を受けることとなる。
これによって住民は必要な修復作業を行わなければならなくなった。

## 人口統計
| 1962年 | 1968年 | 1975年 | 1982年 | 1990年 | 1999年 | 2006年 | 2008年 | 2011年 |
| ------ | ------ | ------ | ------ | ------ | ------ | ------ | ------ | ------ |
| 205    | 190    | 165    | 185    | 198    | 196    | 166    | 157    | 159    |

sources=base Cassini de l'EHESS pour les nombres retenus jusque 1962 · 

## 史跡
- 聖生誕ノートルダム教会、もしくは聖ヴァレリー教会
  - 16世紀にドーマルタン聖ジョス修道院の資金により建築されたクワイヤが素晴らしい。
  - ヴォールトは下落してしまっているがゴーベル（持ち送り）を飾る彫刻群の豊かさから、建築当時の優美さを伺うことが出来る。
  - 身廊入り口に位置する塔は昔はもっと高かった。祭壇には1703年と記載されている。
- まちにはこの地方の全ての木々を集めた樹木園がある。
- 地方議会の運営する『オパール海岸フェスティヴァル』の一環として、Euphonie協会が5月末から6月頭にかけて、クラシック音楽のフェスティヴァル『ムジカ・ニゲラ音楽祭』[4]を2006年より毎年開催している。この音楽祭からパ＝ド＝カレー県初のプロ室内オーケストラ『アンサンブル・ムジカ・ニゲラ』[5]が生まれている。
- 慰霊碑

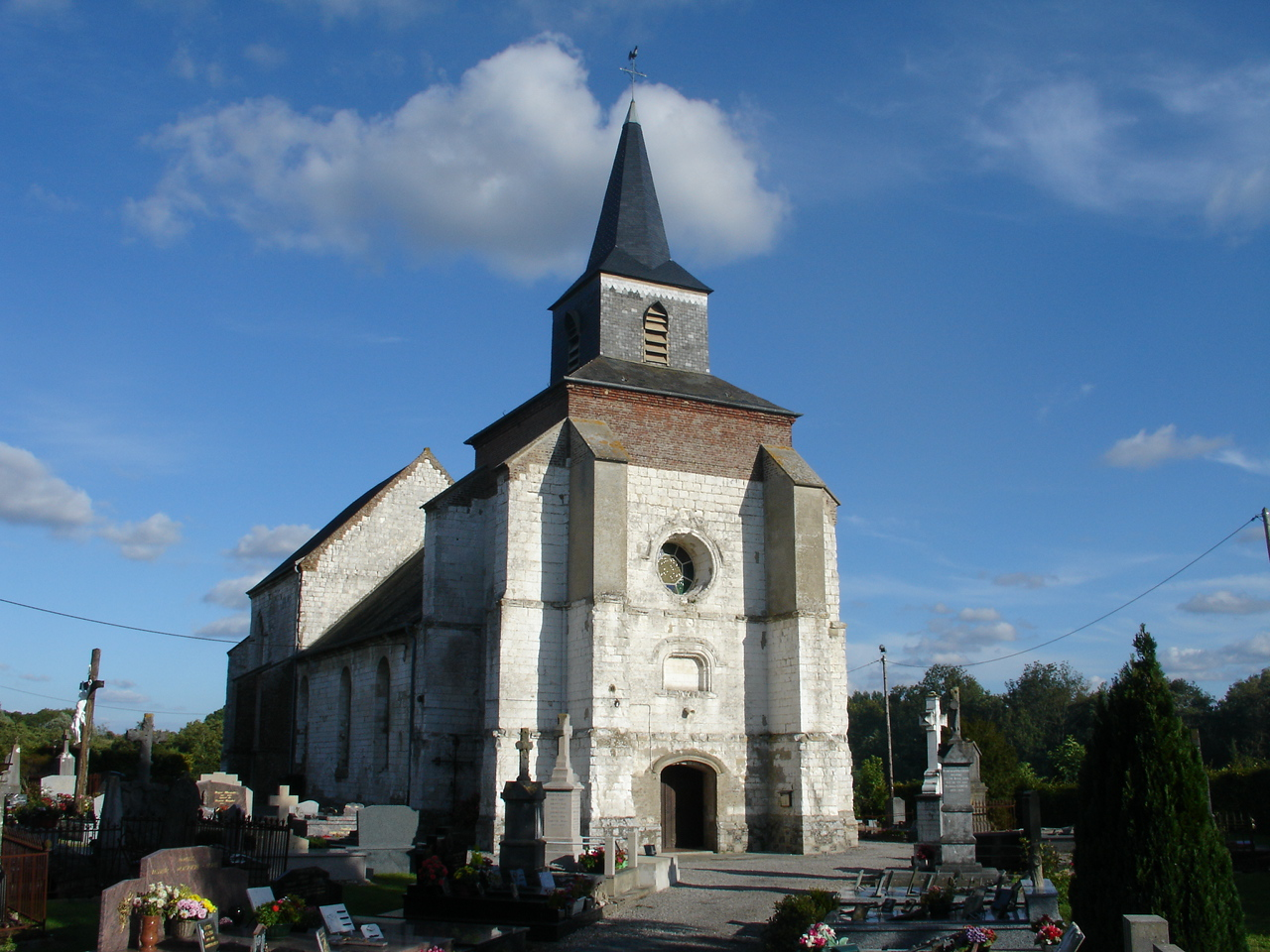
聖ヴァレリー教会
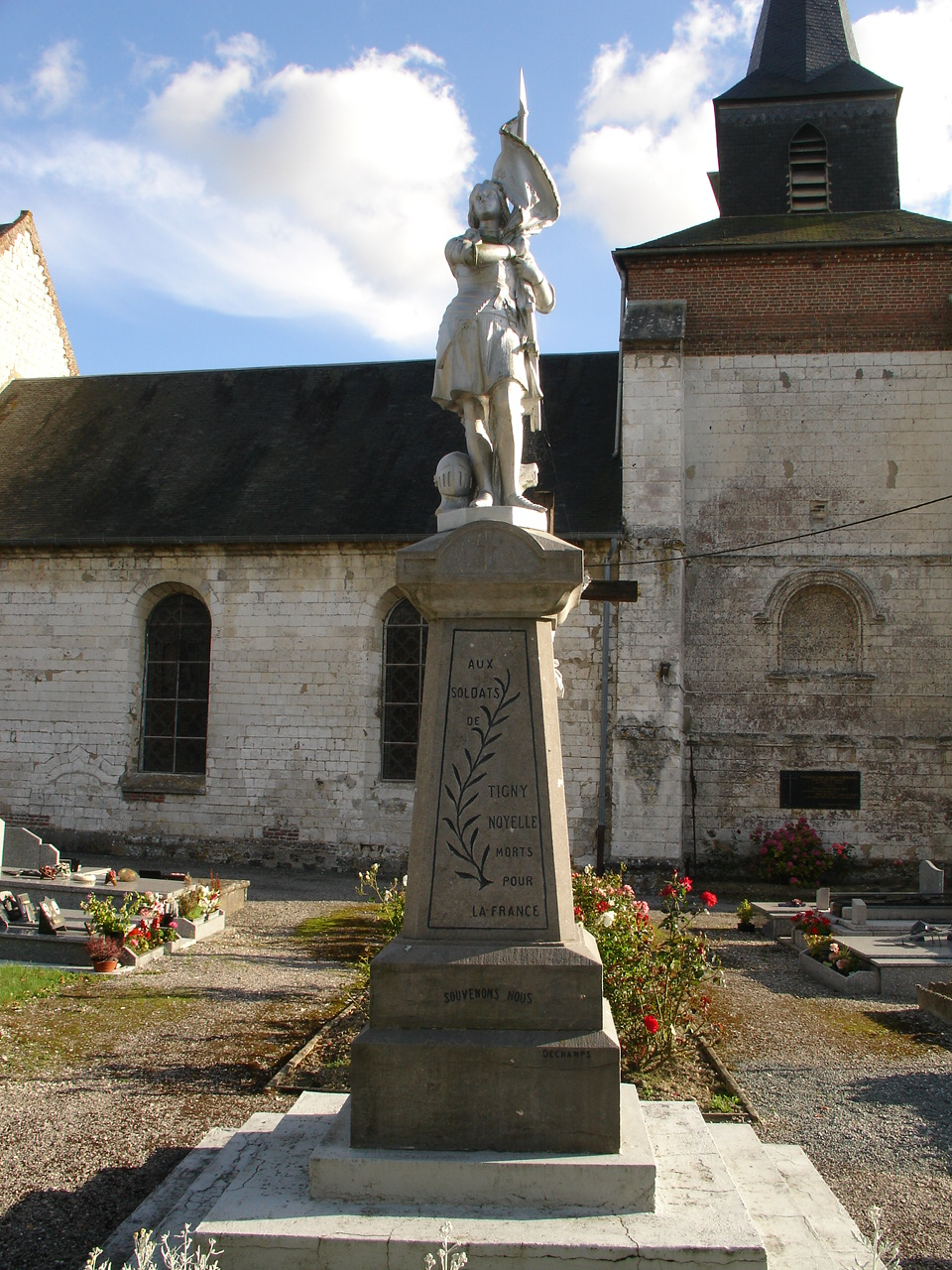
慰霊碑

## ゆかりの人物
- 根本雄伯（ホルン奏者、作曲家ならびに指揮者。ムジカ・ニゲラ音楽祭の芸術監督）